# Patrick Ekeji
Patrick Ekeji (ur. 11 marca 1951 w Ndiegbelu-Umu-Ogwu) – nigeryjski piłkarz grający na pozycji obrońcy. W swojej karierze grał w reprezentacji Nigerii.

## Kariera klubowa
W swojej karierze piłkarskiej Ekeji grał w klubach Green Eagles FC z Zambii i rodzimym Enugu Rangers.

## Kariera reprezentacyjna
W 1978 roku Ekeji został powołany do reprezentacji Nigerii na Puchar Narodów Afryki 1978. W tym turnieju był rezerwowym i nie rozegrał żadnego spotkania. Z Nigerią zajął 3. miejsce w tym turnieju.